# ブローアップ (数学)

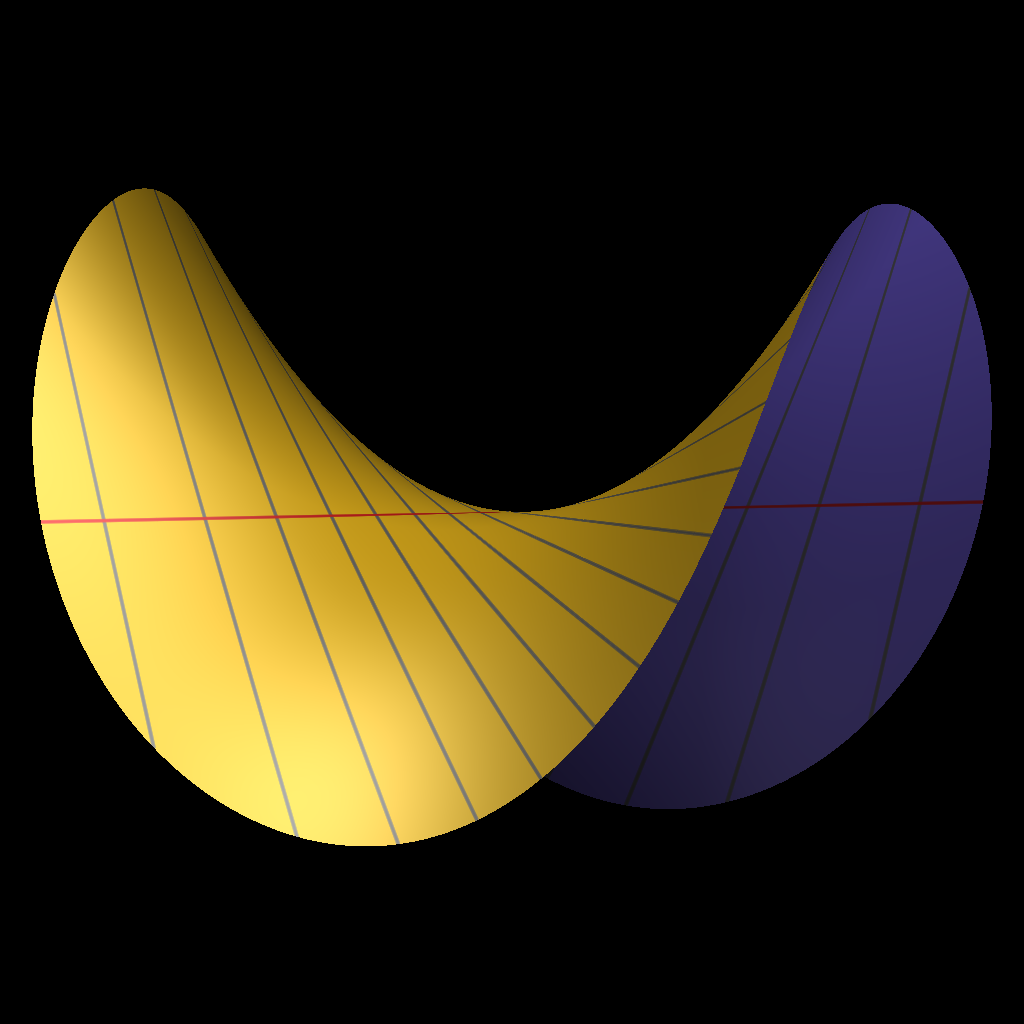
アフィン平面のブローアップ

数学のブローアップ（英: blowing up, blowup）とは、空間の部分空間をその部分空間を指し示す向き全体の空間に置き換える、一種の幾何学的変換である。例えば平面の点でのブローアップはその点をその点の接ベクトル空間を射影化したものに置き換える。ブローアップにより、空間の点における関数や写像、微分形式の無限小での振る舞いを大域的な現象に変換できる。この言葉が持つ爆発（explosion）という意味を使ってこの幾何学的変換を暗喩しているというよりは、「写真の一部を大きくするために写真上でズームインする」という意味を使って暗喩している。
ブローアップは双有理幾何学における最も基本的な変換である。弱分解定理（The weak factorization theorem）によれば、射影多様体の間のすべての双有理写像はブローアップとその逆演算の合成としてかける。平面の双有理自己同型のなす群であるクレモナ群はブローアップで生成される。
双有理変換を説明するという重要性のほかに、ブローアップは新しい空間を作る重要な方法でもある。例えば、特異点解消のほとんどの方法は滑らかになるまで特異点でブローアップするというものである。さらに、これを使ってブローアップを双有理写像の不確定点を除去するために使うこともできる。
ブローアップは、まず射影空間のような空間上で座標を使って具体的にブローアップを定義し、次に埋め込みを使って他の空間でのブローアップを定義するという、外在的な方法で古くは定義されていた。このことは単項変換（monoidal transformation）といった古典的な用語に現れている。現代の代数幾何学ではブローアップは代数多様体上の内在的な操作として扱う。この観点ではブローアップとは部分代数多様体をカルティエ因子に変換する（圏論的な意味での）普遍的な操作である。
ブローアップは、爆発、単項変換（monoidal transformation; モノイダル変換とも）、局所2次変換（locally quadratic transformation）、dilatation, σ-process, ホップ写像（Hopf map）とも呼ばれる。ブローアップという言葉で、この幾何学的変換を施してできあがった空間を指すことも多い。

## 平面の点でのブローアップ
最も簡単なブローアップは平面の点でのブローアップである。この例を通して、ブローアップの一般的な性質をほとんど見ることができる。この節では、ブローアップという操作で得られた空間のことを特に頻繁にブローアップと呼ぶことにする。
ブローアップは結合対応（incidence correspondence）として表すことができる。まず、グラスマン多様体
G(1, 2)
で平面の特定の点を通るすべての直線の集合をパラメトライズできたことを思い出す。射影平面
P2
の点
P
でのブローアップ X は
{\displaystyle X=\{(Q,\ell )\mid P,\,Q\in \ell \}\subseteq \mathbf {P} ^{2}\times \mathbf {G} (1,2)}
である。ここで Q は他の点で
{\displaystyle \ell }
はグラスマン多様体の元である。X
は射影多様体の直積の閉部分代数多様体なので射影多様体である。これは、組
{\displaystyle (Q,\ell )}
を
Q
に送る
P2
への自然な射
π
を備えている。この射は、Q ≠ P
であるすべての点
{\displaystyle (Q,\ell )}
がなす開部分集合上で同型写像となっている。これは、直線
{\displaystyle \ell }
がこれら2つの点で決まるからである。しかし
Q = P
のときは、直線
{\displaystyle \ell }
は
P
を通る任意の直線でよい。これらの直線全体は
P を通る向き全体の空間に対応し
P1
と同型である。この
P1
は例外因子（exceptional divisor）と呼ばれる。定義から、これは射影化された
P
での法空間（normal space）である。P
は点なので法空間は接ベクトル空間と一致する。したがって例外因子は射影化された
P
での接ベクトル空間と同型である。
ブローアップ上での座標を得るために、結合対応の方程式を求める。P2
に斉次座標
[X0:X1:X2]
を与え、これでの点
P
の座標を
[P0:P1:P2]
と書く。射影双対性により
G(1, 2)
は
P2
と同型なので、これに斉次座標
[L0:L1:L2]
を与えることができる。{\displaystyle \ell _{0}=[L_{0}:L_{1}:L_{2}]}
に対応する直線は
X0L0 + X1L1 + X2L2 = 0
を満たすすべての
[X0:X1:X2]
の集合である。したがって、ブローアップは次の式
{\displaystyle X=\{([X_{0}:X_{1}:X_{2}],[L_{0}:L_{1}:L_{2}])\mid P_{0}L_{0}+P_{1}L_{1}+P_{2}L_{2}=0,\,X_{0}L_{0}+X_{1}L_{1}+X_{2}L_{2}=0\}\subseteq \mathbf {P} ^{2}\times \mathbf {P} ^{2}}
で記述することができる。ブローアップは
P
の外では同型写像になっている。射影平面の代わりにアフィン平面で考えることによりブローアップをより簡単な方程式で表すことができる。必要ならば射影変換を使うことにより
P = [0:0:1]
としてよい。アフィン平面
X2 ≠ 0
の座標を
x
と
y
で書くことにする。条件
P ∈ {\displaystyle \ell }
は
L2 = 0
を意味するので、グラスマン多様体を
P1
に置き換えることができる。このとき、ブローアップは多様体
{\displaystyle \{((x,y),[z:w])\mid xz+yw=0\}\subseteq \mathbf {A} ^{2}\times \mathbf {P} ^{1}}
である。座標を変更してどちらかの符号が逆になるようにするほうがより一般的である。このとき、ブローアップは
{\displaystyle \left\{((x,y),[z:w])\mid \det {\begin{bmatrix}x&y\\w&z\end{bmatrix}}=0\right\}}
と書くことができる。こちらの方程式の方が前のものよりも一般化が容易である。
ブローアップを図に描くことは、グラスマン多様体の無限遠点を取り除けば簡単にできる。例えば、w = 1
と置けば3次元空間において
y = xz
で定義される鞍型曲面という、ありふれたものになる。
また、ブローアップは点の法空間における座標を使って直接的に記述することもできる。この場合もやはりアフィン平面
A2
で考える。原点での法空間は、原点に対応する極大イデアルを
m = (x, y)
とすると、ベクトル空間
m/m2
である。代数的には、このベクトル空間の射影空間化（projectivization）はこれの対称代数のProj
{\displaystyle X=\operatorname {Proj} \bigoplus _{r=0}^{\infty }\operatorname {Sym} _{k[x,y]}^{r}{\mathfrak {m}}/{\mathfrak {m}}^{2}}
で与えられる。この例の場合には、これは具体的に
{\displaystyle X=\operatorname {Proj} k[x,y][z,w]/(xz-yw)}
と表示することができる。ここで x と y の次数は0で z と w の次数は1としている。
例外因子が無限遠直線になるようにブローアップを表示することもできる。実数体で考える。P が
A2 ⊆ P2
の原点と仮定し、L を無限遠直線とする。A2 ∖ {0} 
上での"逆写像" t を
(x, y)
を
(x/(|x|2 + |y|2), y/(|x|2 + |y|2))
に送るものとして定める。t は単位円
S
についての円に関する反転になっている。これは
S
を固定し、原点を通る直線を保ち、円の内側と外側を入れ替える。t
は無限遠直線を原点に送ることで連続写像
P2 ∖ {0} → A2
に拡張できる。拡張したものも
t
で表すことにすると、これは原点でのブローアップになっている。
実際、P2 ∖ {0} から
A2 × P1
への写像 f を
[a:b:c] ∈ P2 ∖ {0}
に対して
f ([a:b:c]) = (c t(a, b), [b:a])
で定めれば、これは well-defined で、先に定義したブローアップとの同相が得られる。原点のファイバーにおける無限遠直線上の点は、原点を通る直線に対応している。
実数または複素数でのブローアップは連結和
{\displaystyle \mathbf {A} ^{2}\#\mathbf {P} ^{2}}
として位相幾何学に表すこともできる。U
を A2 から開単位円板をくり抜いたものとする。同様に、V
を P2 のあるアフィンチャートの中の開単位円板をくり抜いたものとする。ここでは、{[a:b:1] ∈ P2 |  |a|2 + |b|2 < 1}
をくり抜いたものとする。U と V の境界は単位球面である。これで貼り合わせたものが
{\displaystyle \mathbf {A} ^{2}\#\mathbf {P} ^{2}}
である。これが原点でのブローアップになっていることを見るために、{\displaystyle \mathbf {A} ^{2}\#\mathbf {P} ^{2}}
から
A2 × P1
への写像 f を定める。U ⊂ A2 の元
(x, y) に対しては
f ((x, y)) = ((x, y), [y:x])、V ⊂ P2
の元
[a:b:c] に対しては
f ([a:b:c]) = (ct(a, b), [b:a])
と定める。t は先ほどと同様に定義される関数で、バーは複素共役である。これが well-defined であることは簡単にわかる。また、同一視している U
の境界と
V
の境界で f が well-defined であることやこれがブローアップへの同相であることもわかる。
複素数体上、CP2
の連結和を取るこの操作では向きづけられた多様体をできあがりとしたい。このためには
CP2
に逆の向きを与えなければならない。記号で書くとブローアップは
{\displaystyle \mathbf {C} ^{2}\#{\overline {\mathbf {CP} ^{2}}}}
ということになる。ここで
{\displaystyle {\overline {\mathbf {CP} ^{2}}}}
は標準的な向きの逆の向きを与えた
CP2
である。

## 複素空間の点でのブローアップ
Z を
n 次元複素 空間
Cn
の原点とする。つまり、Z を
n 個の座標関数
{\displaystyle x_{1},\ldots ,x_{n}}
が同時に消えている点とする。Pn − 1
を
(n − 1)
次元複素射影空間とし、その斉次座標を
{\displaystyle y_{1},\ldots ,y_{n}}
で表すことにする。{\displaystyle {\tilde {\mathbf {C} ^{n}}}}
を
Cn × Pn − 1
の部分集合ですべての
i, j = 1, ..., n
に対して方程式
{\displaystyle x_{i}y_{j}=x_{j}y_{i}}
を同時に満たすもの全体とする。射影
{\displaystyle \pi :\mathbf {C} ^{n}\times \mathbf {P} ^{n-1}\to \mathbf {C} ^{n}}
は自然に正則写像
{\displaystyle \pi :{\tilde {\mathbf {C} ^{n}}}\to \mathbf {C} ^{n}}
を誘導する。この写像 π を
Cn
のブローアップ（blow-up; 英語では blow up, blowup などとも綴られる）と呼ぶ。空間
{\displaystyle {\tilde {\mathbf {C} ^{n}}}}
もブローアップと呼ばれることが多い。
例外因子 E は
π によるブローアップの中心
Z
の逆像として定義される。簡単にわかるように
{\displaystyle E=Z\times \mathbf {P} ^{n-1}\subseteq \mathbf {C} ^{n}\times \mathbf {P} ^{n-1}}
は射影空間のコピーになっている。これは有効因子である。E
の外では、π は
{\displaystyle {\tilde {\mathbf {C} ^{n}}}\setminus E}
と
Cn ∖ Z
の間の同型写像になっている。したがってこれは
{\displaystyle {\tilde {\mathbf {C} ^{n}}}}
と
Cn
の間の双有理写像になっている。
代わりに正則な射影
{\displaystyle q\colon {\tilde {\mathbf {C} ^{n}}}\to \mathbf {P} ^{n-1}}
を考える。これは
{\displaystyle \mathbf {P} ^{n-1}}
のトートロジー的直線束と呼ばれるものになっており、例外因子
{\displaystyle \lbrace Z\rbrace \times \mathbf {P} ^{n-1}}
はこれの零切断、つまり点
{\displaystyle p}
を
{\displaystyle p}
上のファイバーにおける零元
{\displaystyle \mathbf {0} _{p}}
に送る写像
{\displaystyle \mathbf {0} \colon \mathbf {P} ^{n-1}\to {\mathcal {O}}_{\mathbf {P} ^{n-1}}}
と同一視できる。

## 複素多様体の部分多様体でのブローアップ
もっと一般に、Cn の中の余次元
k
の任意の複素部分多様体
Z
でブローアップすることができる。Z を方程式
{\displaystyle x_{1}=\cdots =x_{k}=0}
の解集合とし、{\displaystyle y_{1},\ldots ,y_{k}}
を
Pk − 1
の斉次座標とする。このとき、ブローアップは空間
Cn × Pk − 1
における
{\displaystyle {\tilde {\mathbf {C} }}^{n}}
すべての i と j についての方程式
{\displaystyle x_{i}y_{j}=x_{j}y_{i}}
の解集合である。
さらに一般に、局所的にこの構成を使うことで任意の複素多様体
X
の任意の部分多様体でブローアップすることができる。これは、前と同じくブローアップの中心
Z を例外因子
E
で置き換える操作になっている。言い換えると、ブローアップ写像
{\displaystyle \pi :{\tilde {X}}\to X}
は双有理写像になっていて、E
の外では同型写像になっており、E
上ではファイバー
Pk − 1
を持つ局所自明なファイブレーションになっている。実際、制限
{\displaystyle \pi |_{E}:E\to Z}
は
X
における
Z
の法束を射影化したものと自然に見ることができる。
E は滑らかな因子なので、その法束は直線束である。E が自分自身と負に交叉することを見るのは難しくない。これは、この法束は正則な切断を持たないことを意味する。
それゆえ、E は
{\displaystyle {\tilde {X}}}
におけるそのホモロジー類の唯一の滑らかな複素代表元である（仮に
E
が同じ類の中で他の複素部分多様体に摂動できたとしよう。するとこの2つの部分多様体は、複素部分多様体の交叉が常にそうであるように、正に交叉する。これは E が負の自己交叉を持つことに反する）。これが、この因子が例外因子と呼ばれる理由である。
V
を
Z
ではない
X
の他の部分多様体とする。V が
Z
と交わりを持たなければ、
Z
に沿ったブローアップで本質的には何の影響も受けない。しかし、Z と交わる場合には、ブローアップ
{\displaystyle {\tilde {X}}}
において2つの異なる
V
に対応するものがある。1つは固有変換（proper transform）、または狭義変換（strict transform, 強変換とも）と呼ばれるもので、これは
{\displaystyle \pi ^{-1}(V\setminus Z)}
の閉包である。これの
{\displaystyle {\tilde {X}}}
における法束は通常は
X
における
V
のそれと異なる。もう1つは全変換（total transform）と呼ばれるもので、E
の一部、または全部を併せたものである。これは、本質的にはコホモロジーにおいて
V
を引き戻したものである。

## スキームのブローアップ
ブローアップを最大限に一般化するために、X
をスキーム、{\displaystyle {\mathcal {I}}}
を
X
上のイデアルの連接層とする。X
の
{\displaystyle {\mathcal {I}}}
についてのブローアップとは、スキーム
{\displaystyle {\tilde {X}}}
と射
{\displaystyle \pi \colon {\tilde {X}}\rightarrow X}
であって、{\displaystyle \pi ^{-1}{\mathcal {I}}\cdot {\mathcal {O}}_{\tilde {X}}}
は可逆層であり、任意の射
f : Y → X
で
{\displaystyle f^{-1}{\mathcal {I}}\cdot {\mathcal {O}}_{Y}}
が可逆層だとすると、
f は
π
を介して一意に分解する、という普遍性で特徴付けられるものをいう。
次で定義されるスキーム
{\displaystyle {\tilde {X}}=\mathbf {Proj} \bigoplus _{n=0}^{\infty }{\mathcal {I}}^{n}}
はこの性質を持つ。これがブローアップの構成方法である。ここで、Proj
は次数付き環上の
Proj構成である。

### 例外因子
ブローアップ
{\displaystyle \pi :\operatorname {Bl} _{\mathcal {I}}X\to X}
の例外因子とは、イデアル層
{\displaystyle {\mathcal {I}}}
の逆像によって定義される部分スキームのことである。これは
{\displaystyle \pi ^{-1}{\mathcal {I}}\cdot {\mathcal {O}}_{\operatorname {Bl} _{\mathcal {I}}X}}
と表記されることもある。Proj を用いたブローアップの定義から、この部分スキーム E はイデアル層
{\displaystyle \textstyle \bigoplus _{n=0}^{\infty }{\mathcal {I}}^{n+1}}
によって定義されることがわかる。このイデアル層は
π についての相対的な
{\displaystyle {\mathcal {O}}(1)}
でもある。
π は例外因子の外で同型写像であるが、しかし
例外因子が必ず
π
の例外軌跡になるとは限らない。つまり、π は
E
上で同型写像となることもある。これは、例えば
{\displaystyle {\mathcal {I}}}
がはじめから可逆層であるような自明な状況で起こる。特に、このような場合では、射
π
は例外因子を決定しない。例外軌跡が例外因子よりも真に小さくなりえるもう1つの状況は、X
が特異点を持つ場合である。例として
P1 × P1
上のアフィン錐
X
を考える。X
は
A4
において
xw − yz
が消える軌跡として与えることができる。イデアル
(x, y) と (x, z)
は2つの平面を定義し、どちらも
X
の頂点を通る。頂点の外ではこれらの平面は
X
における超曲面になっており、したがってそこでブローアップは同型写像になっている。したがってこれらの平面のうちいずれかでのブローアップの例外軌跡は円錐の頂点上に centered しており、結果的に例外因子より真に小さくなっている。

## さらなる例

### 線型部分空間でのブローアップ
{\displaystyle \mathbf {P} ^{n}}
を n 次元射影空間とする。これの余次元
d
の線型部分空間
L
を1つ取る。L に沿った
{\displaystyle \mathbf {P} ^{n}}
のブローアップを記述する具体的な方法はいくつかある。{\displaystyle \mathbf {P} ^{n}}
の座標を
{\displaystyle X_{0},\dots ,X_{n}}
とする。座標を取り替えることにより、{\displaystyle L=\{X_{n-d+1}=\dots =X_{n}=0\}}
としてよい。ブローアップは
{\displaystyle \mathbf {P} ^{n}\times \mathbf {P} ^{d-1}}
の部分空間として定義できる。{\displaystyle Y_{n-d+1},\dots ,Y_{n}}
をこれの2番目の直積因子の座標とする。L
は正則列によって定義されているので、ブローアップは行列
{\displaystyle {\begin{pmatrix}X_{n-d+1}&\cdots &X_{n}\\Y_{n-d+1}&\cdots &Y_{n}\end{pmatrix}}}
の 2 × 2 小行列式の解によって決定される。この方程式系を満たすことは2つの行が線形従属であることと同値である。点
{\displaystyle P\in \mathbf {P} ^{n}}
が
L
に入るのは、この点の座標で上の行列の1行目を作ったときにこの行がゼロになるとき、かつそのときに限る。この場合、Q
に何の条件もない。しかし、1行目がゼロではないときは、線形従属性から2行目はこれのスカラー倍になる。したがって
{\displaystyle (P,Q)}
がブローアップに入る一意な点
{\displaystyle Q\in \mathbf {P} ^{d-1}}
が存在する。
このブローアップもまた結合対応
{\displaystyle \{(P,M)\colon P\in M,\,L\subseteq M\}\subseteq \mathbf {P} ^{n}\times \operatorname {Gr} (n-d+1,n)}
として表示できる。ここで
{\displaystyle \operatorname {Gr} }
は
{\displaystyle \mathbf {P} ^{n}}
における
{\displaystyle (n-d+1)}
次元部分空間のグラスマン多様体である。前述の座標による表示との関係を見るために、まず
L を含むすべての
{\displaystyle M\in \operatorname {Gr} (n-d+1,n)}
からなる集合は射影空間
{\displaystyle \mathbf {P} ^{d-1}}
と同型であることに着目する。これは、各部分空間
M
は
L
と
L
に含まれない点
Q
によって生成され、L
の外の2つの点 Q と Q' が同じ
M
を定めるのは
{\displaystyle \mathbf {P} ^{d-1}}
へ射影したときに同じ像を定めるとき、かつそのときに限ることによる。したがってグラスマン多様体を
{\displaystyle \mathbf {P} ^{d-1}}
のコピーに置き換えられる。{\displaystyle P\not \in L}
であるときは、P を含む唯一の部分空間 M が存在し、それは
P と L
で張られる空間である。先の座標の言葉で言えば、これは
{\displaystyle (X_{n-d+1},\dots ,X_{n})}
が零ベクトルではない場合に相当する。{\displaystyle P\in L}
の場合は
{\displaystyle (X_{n-d+1},\dots ,X_{n})}
が零ベクトルである場合に相当し、この場合は
Q として任意のものが取れる、つまり
L を含む任意の M が可能である。

### 曲線の交叉でのスキーム論でのブローアップ
{\displaystyle f,g\in \mathbb {C} [x,y,z]}
を
{\displaystyle d} 次の斉次多項式で、一般の位置にある、つまりこれらが定める射影多様体がベズーの定理によって
{\displaystyle d^{2}}
個の点で交わるものとする。スキームの射影的射
{\displaystyle {\begin{matrix}{\textbf {Proj}}\left({\dfrac {\mathbb {C} [s,t][x,y,z]}{(sf(x,y,z)+tg(x,y,z))}}\right)\\\downarrow \\{\textbf {Proj}}(\mathbb {C} [x,y,z])\end{matrix}}}
は、{\displaystyle \mathbb {P} ^{2}}
の
{\displaystyle d^{2}}
個の点でのブローアップのモデルを与える。これはファイバーを見ることにより分かる。点
{\displaystyle p=[x_{0}:x_{1}:x_{2}]}
を取り、引き戻しの図式
{\displaystyle {\begin{matrix}{\textbf {Proj}}\left({\dfrac {\mathbb {C} [s,t]}{sf(p)+tg(p)}}\right)&\rightarrow &{\textbf {Proj}}\left({\dfrac {\mathbb {C} [s,t][x,y,z]}{(sf(x,y,z)+tg(x,y,z))}}\right)\\\downarrow &&\downarrow \\{\textbf {Spec}}(\mathbb {C} )&{\xrightarrow {[x_{0}:x_{1}:x_{2}]}}&{\textbf {Proj}}(\mathbb {C} [x,y,z])\end{matrix}}}
を見ることにより、{\displaystyle f(p)\neq 0}
もしくは
{\displaystyle g(p)\neq 0}
であればファイバーは点であり、{\displaystyle f(p)=g(p)=0}
であればファイバーは
{\displaystyle \mathbb {P} ^{1}}
であることがわかる。

## 関連する構成
前述の
Cn
のブローアップで、複素数であることを本質的に使っている箇所はない。したがって任意の体の上でブローアップを行うことができる。例えば、R2
を原点で実ブローアップするとメビウスの帯ができあがる。同様に、2次元球面
S2
をブローアップすると
実射影平面
ができあがる。
法錐への変形は代数幾何学の証明で頻繁に使われるブローアップのテクニックである。スキーム
X と閉部分スキーム V に対し次の組
{\displaystyle V\times \{0\}\ {\text{in}}\ Y=X\times \mathbf {C} \ {\text{or}}\ X\times \mathbf {P} ^{1}}
でブローアップする。すると
{\displaystyle {\tilde {Y}}\to \mathbf {C} }
はファイブレーションになる。一般ファイバーは自然に
X
と同型になる。一方、中心ファイバーは
X
の
V
に沿ったブローアップと
V
の法錐の各ファイバーを射影空間に完備化した2つのスキームの和である。
ブローアップは、シンプレクティック形式と整合的な概複素構造を備えさせたシンプレクティック多様体の圏でも複素多様体のブローアップと同じ様に行うことができる。これはまず位相幾何学レベルで意味をもつ操作として定義される。ブローアップした多様体にシンプレクティック形式を備えさせるには、例外因子
E
にシンプレクティック形式を任意に拡張できるわけではないので、少し注意が必要である。E
の近傍においてシンプレクティック形式を取り換えるか、Z
の近傍を切り取ってブローアップを行い境界を well-defined な方法でつぶす必要がある。これはシンプレクティック・カットの枠組みを使うことで最も良く理解でき、シンプレクティック・ブローアップはこれの特別な場合である。シンプレクティックカットは、その逆演算であるシンプレクティック和とともに、滑らかな因子に沿った法錐への変形のシンプレクティック版である。